# Assedio di Shimoda
L'assedio di Shimoda fu un assedio navale condotto contro la fortezza costiera Hōjō nella provincia di Izu. Avvenne contemporaneamente all'assedio di Odawara, ed anche se i comandanti delle forze di Hideyoshi erano tra i suoi migliori, furono bloccati da soli 600 soldati per quattro mesi.